# Keukenhof

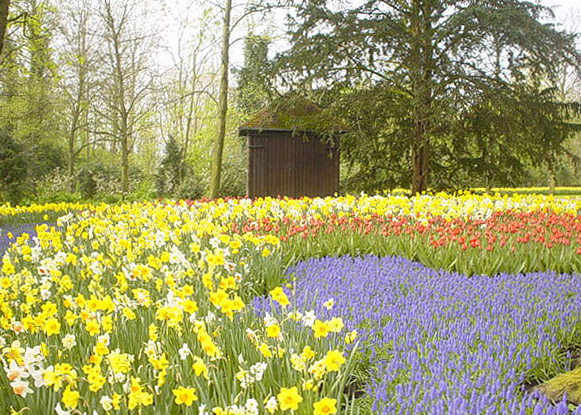
Keukenhof

Keukenhof, situat pe la jumatatea distanței dintre Amsterdam și Haga, într-un orășel numit Lisse, Olanda, cunoscut și ca Grădina Europei, este cea mai mare grădină de flori din lume. 

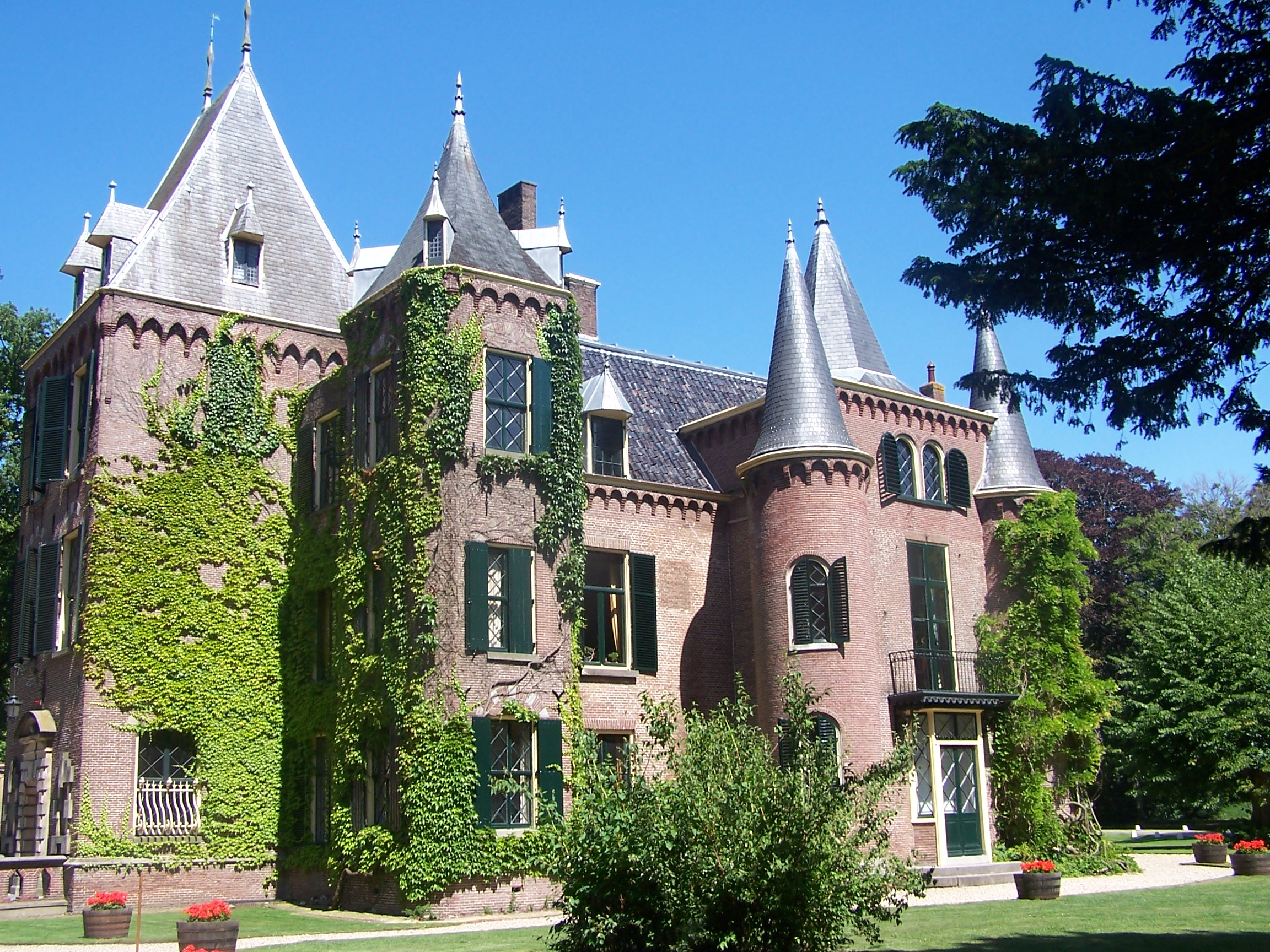
Castelul Keukenhof

Parcul Keukenhof este deschis în fiecare an, începând din ultima săptămână a lunii martie și până în mai. Parcul a fost ideea primarului din Lisse, din 1949, care a dorit să aibă o expoziție florală unde cultivatorii din toată Europa să poată vedea cei mai stranii hibrizi posibili. 
Pe o suprafață de 32 de hectare, înfloresc milioane de lalele.

## Istorie
În secolul XV, parcul făcea parte din domeniul Castelului Teylingen și servea drept grădină de legume pentru Gravin Jacoba de Bavaria. Ea găsea aici tot ce-i trebuia pentru bucătărie, ceea ce explică originea denumirii Keukenhof, care înseamnă "domeniul bucătăriei". În 1840, s-a amenajat un parc proiectat de arhitecții Zochter și fiul, care au mai conceput și Vondelpark din Amsterdam. În 1949, proprietatea a fost transformată pentru a găzdui expozițiile cu flori de bulbi, lalelele având prioritate.
În 2010, Keukenhof va fi deschis între 18 martie și 16 mai.

## Galerie imagini

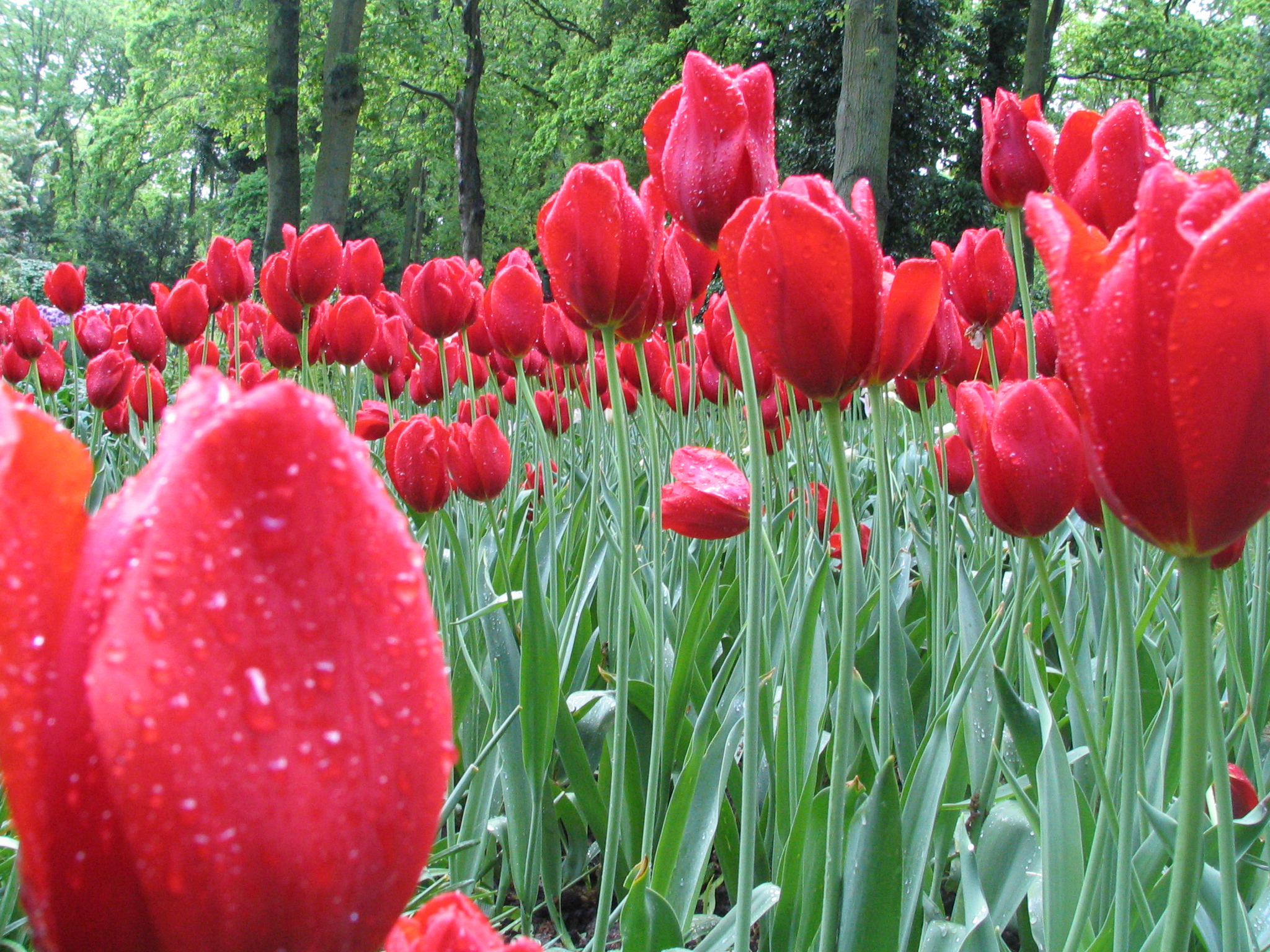
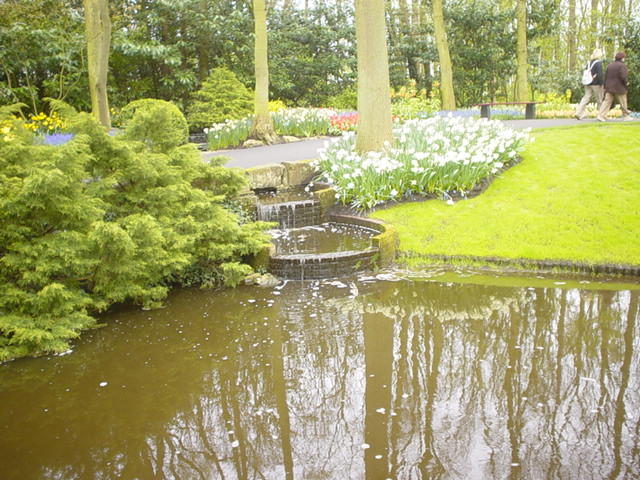
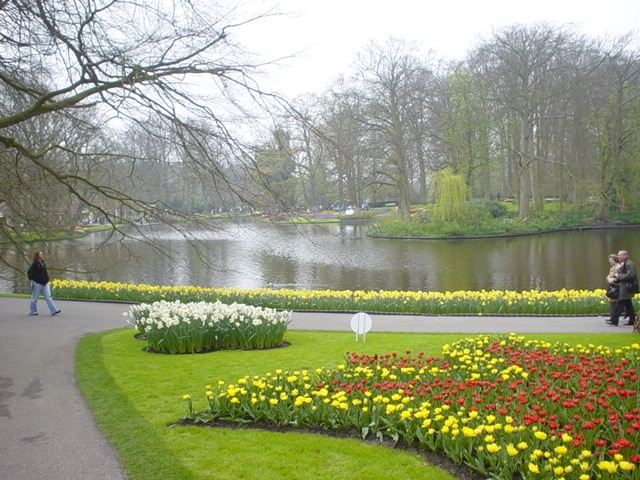
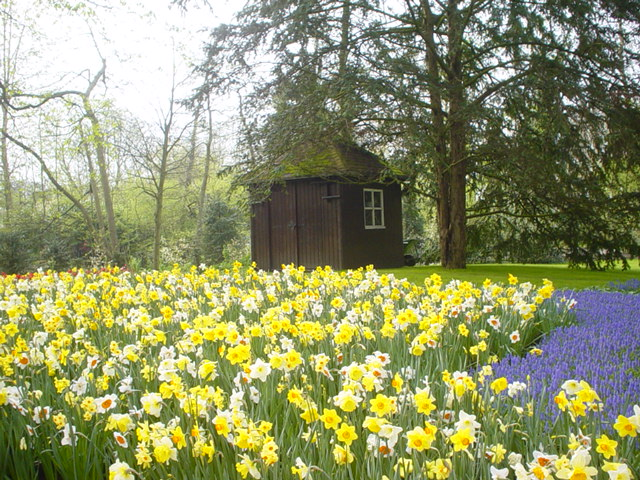
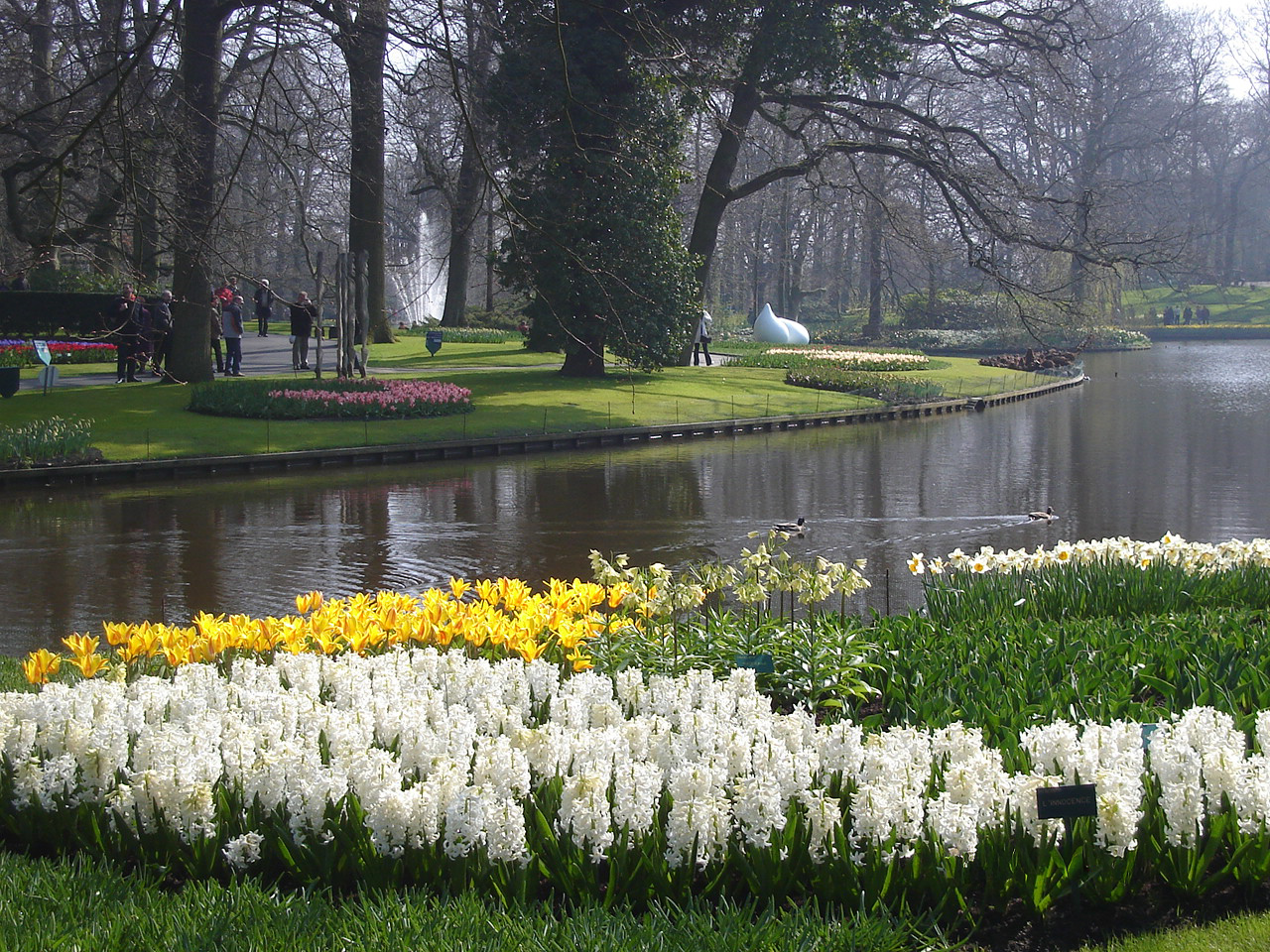
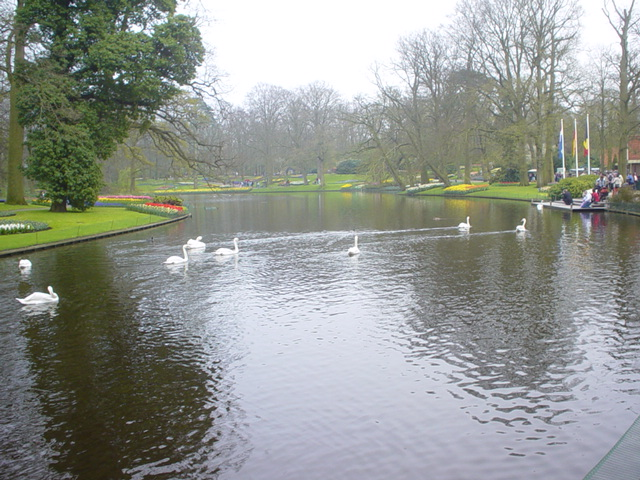
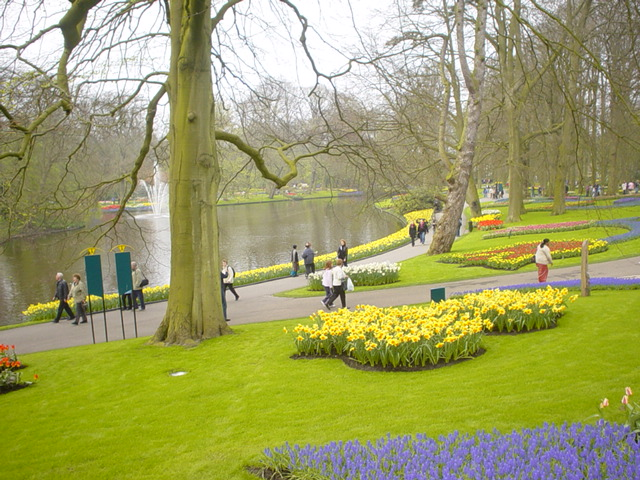
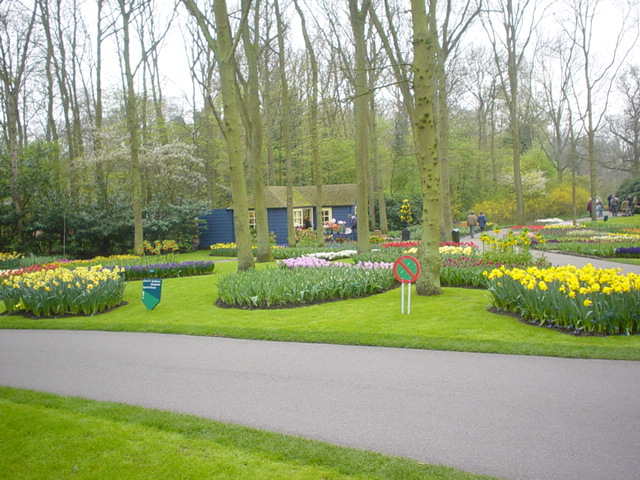